# Parada de Sangueta (TRAM Alicante)
Sangueta es una parada del TRAM Metropolitano de Alicante donde prestan servicio las líneas 1, 3, 4 y 5. Se encuentra en la zona de Sangueta, en el barrio de Vistahermosa, cerca del Club de Regatas.

## Localización y características
Se encuentra ubicada junto a la avenida de Villajoyosa, desde donde se puede acceder. En esta parada se detienen los tranvías de las líneas 1, 3, 4 y 5. Dispone de dos andenes y tres vías. La vía más próxima al mar, se usa con los servicios desde y hacia las paradas de La Marina y Puerta del Mar de la línea 5.

## Líneas y conexiones
| << Cabecera    | < Estación    | Línea | Estación > | Cabecera >>        |
| -------------- | ------------- | ----- | ---------- | ------------------ |
| Luceros        | MARQ-Castillo |       | La Isleta  | Benidorm           |
| Luceros        | MARQ-Castillo |       | La Isleta  | Campello           |
| Luceros        | MARQ-Castillo |       | La Isleta  | Plaza de La Coruña |
| Puerta del Mar | La Marina     |       | La Isleta  | Plaza de La Coruña |